# Міністр адміністративної реформи та електронного управління Греції
Міністр адміністративної реформи та електронного управління Греції — очільник міністерства адміністративної реформи та електронного управління Греції (грец. Υπουργείο Διοικητικής Μεταρρύθμισης και Ηλεκτρονικής Διακυβέρνησης), створеного 27 червня 2011 року Указом Президента Каролоса Папуліаса 65/2011 за пропозицією тодішнього прем'єр-міністра Йоргоса Папандреу.
Міністерство створене в результаті поділу Міністерства внутрішніх справ, громадського управління та децентралізації, зокрема перетворення Генерального секретаріату державного управління та електронного державного управління на окреме міністерство. Міністерство розташоване по проспекту Васіліссіс Софіас, 15 в Афінах.

## Список міністрів
| Ім'я               | Початок повноважень | Кінець повноважень | Партія       | Примітки                                                  |
| ------------------ | ------------------- | ------------------ | ------------ | --------------------------------------------------------- |
| Дімітріс Реппас    | 27 червня 2011      | 11 листопада 2011  | ПАСОК        | уряд Йоргоса Папандреу                                    |
| Дімітріс Реппас    | 11 листопада 2011   | 17 травня 2012     | ПАСОК        | уряд Лукаса Пападімоса                                    |
| Павлос Апостолідіс | 17 травня 2012      | 21 червня 2012     | безпартійний | уряд Панайотіса Пікрамменоса                              |
| Антоніс Манітакіс  | 21 червня 2012      | чинний             | безпартійний | уряд Антоніса Самараса, за пропозицією Деморатичних лівих |